# Metropolregion Nordwest
Metropolregion Nordwest er en af de elleve Metropolregioner i Tyskland. Den omfatter bystaten Freie Hansestadt Bremen med byerne Bremen og Bremerhaven og dele af  Niedersachsen.

## Udstrækning
Trods navnet omfatter regionen ud over de store byer Bremen og  Oldenburg, også flere landkreise og kreisfrie byer, så der ikke er nogen skarp afgrænsning. Grundlaget for området er dannet  det Regionale Arbejdsfælleskab  (RAG) mellem  Bremen/Niedersachsen og  Oldenburger Land:

### Kreisfrie byer
- Bremen
- Bremerhaven
- Delmenhorst
- Oldenburg
- Wilhelmshaven

### Landkreise
- Ammerland med administration i Westerstede
- Cloppenburg med administration i  Cloppenburg
- Cuxhaven med administration i  Cuxhaven (overlapper med Metropolregion Hamburg)
- Diepholz med administration i  Diepholz
- Friesland med administration i  Jever
- Oldenburg med administration i Wildeshausen
- Osnabrück med administration i Osnabrück
- Osterholz med administration i Osterholz-Scharmbeck
- Vechta med administration i  Vechta
- Verden med administration i Verden (Aller)
- Wesermarsch med administration i  Brake (Unterweser)